# Glen St. Mary
Glen St. Mary é uma vila localizada no estado norte-americano da Flórida, no condado de Baker. Foi fundada em 1881 e incorporada em 1957.

## Geografia
De acordo com o United States Census Bureau, a vila tem uma área de 1,2 km², onde todos os 1,2 km² estão cobertos por terra.

## Demografia
Segundo o censo nacional de 2010, a sua população é de 437 habitantes e sua densidade populacional é de 366,8 hab/km². É a localidade menos populosa e a que, em 10 anos, teve a maior redução populacional do condado de Baker. Possui 188 residências, que resulta em uma densidade de 157,8 residências/km².